# Eucalyptus goniocalyx
Eucalyptus goniocalyx és una espècie d'eucaliptus de la família de les Mirtàcies.

## Descripció

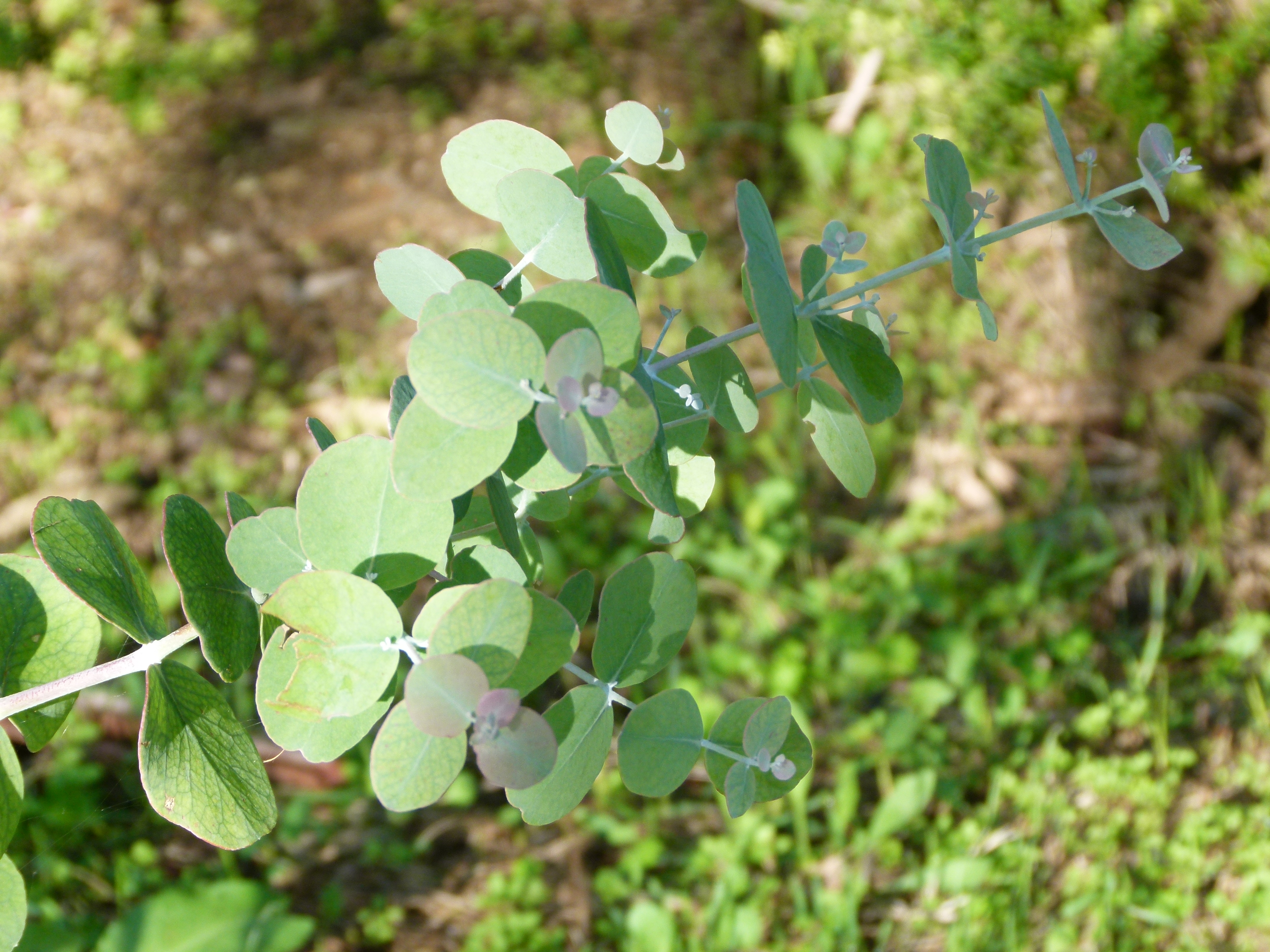
Detall de la planta

És un arbre de talla petita a gran amb l'escorça rugosa i persistent fins a les branques, essent alhora fibrosa, grisenca, arribant a estar profundament esquerdada, ampla i descurada als arbres més grans. Les fulles adultes són pedunculades, lanceolades de 20 x 3 cm, concoloroses i verdes. Les flors blanques apareixen des de principis de la tardor a mitjans de l'hivern.

## Distribució i hàbitat
Es distribueix àmpliament pels altiplans de Nova Gal·les del Sud i a Victòria arribant a l'oest gairebé amb la frontera amb Austràlia Meridional. A Austràlia Meridional des de la Carena de Lofty a la Carena de Flinders.

## Propietats
Les fulles es destil·len per a la producció d'eucaliptol basat en l'oli d'eucaliptus.

## Taxonomia
Eucalyptus goniocalyx va ser descrita per F.Muell. ex Miq. i publicada a Nederlandsch Kruidkundig Archief. Verslangen en Mededelingen der Nederlandsche Botanische Vereeniging 4: 134. 1856.

### Etimologia
- Eucalyptus: prové del grec kaliptos, "cobert", i el prefix eu-, "bé", en referència a l'estructura llenyosa que cobreix i dona protecció a les seves flors.[4]
- goniocalyx: epítet.

### Sinonímia
- Eucalyptus cordieri var. brachypoma Blakely
- Eucalyptus cambagei Deane & Maiden
- Eucalyptus elaeophora F. Muell.[5]